# Chiesa di San Tommaso (Cerano d'Intelvi)
La chiesa di San Tommaso è la parrocchiale di Cerano d'Intelvi, frazione del comune sparso di Centro Valle Intelvi, in provincia e diocesi di Como; fa parte del vicariato di Castiglione d'Intelvi..

## Storia e descrizione
La Parrocchiale di San Tommaso è di origine romanica come lo è il medievale campanile. Quest'ultimo risale al XII secolo, ed è dotato di lesene angolari e cordonature di archetti e dentelli ai piani. Il campanile è localmente chiamato "Torre di Teodolinda", mentre i sotterranei della chiesa sono detti "Aula di Teodolinda"; stando alla tradizione popolare, la chiesa sarebbe stata costruita sui ruderi di un castello altomedioevale della stessa regina, la cui corona gemmata appare nello stemma comunale.
Al XII secolo risale anche l'abside, che al suo interno ospita una serie di affreschi databili al XIV secolo, raffiguranti una Crocifissione e i Dottori della Chiesa. Del periodo barocco sono invece le decorazioni della navata; tra di esse, spiccano una Crocifissione ad olio attribuita a Vincenzo Civerchio, il dipinto di un Battesimo al Giordano, stucchi della scuola dell'intelvese Diego Carloni e paliotti in scagliola. Nella chiesa trova inoltre posto un Crocefisso Cinquecentesco.
Nel locale alla base del campanile, si conservano i resti di un antico altare proveniente dalla Chiesa di San Zeno.